# استان راج‌شاهی
استان راج‌شاهی (به لاتین: Rajshahi Division) یکی از استان‌های بنگلادش است.

## خصوصیات
استان راج‌شاهی ۱۸٬۱۵۳٫۰۸ کیلومترمربع مساحت و ۱۸٬۴۸۴٬۸۵۸ نفر جمعیت دارد.